# Frais de notaire
L'expression courante frais de notaire désigne l'ensemble des sommes que la ou les parties sont amenées à verser à la comptabilité du notaire, en supplément du prix éventuel convenu dans l'acte, pour en permettre l'aboutissement.

## Droit français
En droit français, les frais de notaires comprennent les droits payés au Trésor public, les débours, les émoluments, et les honoraires.

## Droit québécois
En droit québécois, les frais de notaire incluent les frais de transaction et les honoraires du notaire.
Les frais de transaction incluent les frais d'Inscription au registre foncier des actes d’hypothèque et de vente ; frais d'inscription des avis d’adresse ; les frais de messagerie ; les frais de consultation et de copies des index aux immeubles, les frais des plans et des actes au registre foncier ; les appels interurbains ; les frais d’utilisation d’une plateforme électronique ; les frais de gestion de la comptabilité en fidéicommis, etc..